# United Asia Management
United Asia Management（簡稱：UAM），是韓國六大經紀公司合資新開的一間亞洲經紀公司，六間經紀公司分別為KeyEast、AM Entertainment、Star J Entertainment、SM Entertainment、JYP Entertainment以及YG Entertainment。
KEYEAST於2011年4月8日宣佈，將聯同AM娛樂、StarJ、SM、YG、JYP等六間經理人公司合作，於4月月底前成立一個名稱為UAM(United Asia Management)的聯合經理人公司。這間公司是6家經紀公司旗下藝人的全球代理人，另外亦會管理藝人的肖像權及知識產權，其後更將會建立管理數位系統、製作影像產品等。公司成立的目的是將韓流引進亞洲市場，甚至全世界市場。
此消息發佈後，震驚整個韓國娛樂圈，多篇新聞都大幅報導此消息，網上亦有很多即時新聞。